# Ана-Люсия Кортес
Ана-Люсия Кортес (англ. Ana Lucia Cortez) — персонаж американского телесериала «Остаться в живых» (производство канала ABC). Её роль исполнила актриса Мишель Родригес. На протяжении второго сезона сериала Ана-Люсия являлась одним из главных героев. Она бывший полицейский из Лос-Анджелеса, одна из пассажиров хвостовой части рейса 815. На Острове Ана-Люсия становится лидером второй группы выживших. Прожив там 64 дня, она была застрелена другим выжившим пассажиром, Майклом Доусоном.

## Биография

### До авиакатастрофы
До авиакатастрофы Ана-Люсия была офицером полиции Лос-Анджелеса. Она была беременна, но после того, как во время одного из выездов в неё выстрелил грабитель, она потеряла ребёнка. Пройдя четырёхмесячный курс лечения, Ана-Люсия отказалась опознать задержанного Джейсона МакКормака, а позже застрелила его.
После этого Ана-Люсия уволилась из полиции, поссорившись с матерью, которая была её начальником, и стала работать офицером по безопасности в аэропорту Лос-Анджелеса. Там она встретила Кристиана Шепарда, который попросил её сопровождать его в поездке в Австралию в качестве телохранителя. Ана-Люсия согласилась, потому что хотела сбежать от матери. Кристиан предложил использовать вымышленные имена, которые они придумают друг для друга. Любопытно, что он предложил Ане-Люсии имя Сара (так звали бывшую жену Джека, его сына). Четыре дня спустя в Сиднее Кристиан наконец-то приступил к действиям, но не добился желаемого. На вопрос о цели поездки он ответил Ане-Люсии, что они оба сбежали от проблем в семье. Не захотев повторять сценарий отношений Кристиана с его сыном, она отказалась продолжать работу и купила билет на рейс Oceanic 815, чтобы вернуться домой и помириться с матерью.
В аэропорту Сиднея Ана-Люсия встретила Джека (сына Кристиана, хотя она и не знала об этом). Они разговорились и договорились продолжить беседу в самолёте. Однако тот ещё в воздухе развалился на части, и двое оказались на разных концах Острова.

### На острове
После катастрофы Ана-Люсия оказывается в океане и, выбравшись на берег, пытается сделать всё возможное, чтобы помочь другим пассажирам. В ту же ночь часть выживших похищают Другие, таинственные обитатели Острова, ещё девять человек забирают две недели спустя. Во время второго набега Ане-Люсии удаётся убить одного из похитителей, у которого она находит список с описаниями жертв. Подозревая в предательстве одного из выживших, Натана, Ана-Люсия уводит оставшихся людей в джунгли, где вырывает яму и бросает его туда, добиваясь признания. Когда однажды ночью Натан исчезает, выжившие углубляются в джунгли в его поисках и находят бункер под названием «Стрела». Они решают обосноваться там. Спустя некоторое время Ана-Люсия вместе с Гудвином отходит от лагеря и говорит ему, что вычислила, что настоящий предатель — он. После непродолжительной схватки она протыкает Гудвина сломанной веткой, и он умирает. Вернувшись в лагерь, Ана-Люсия сообщает оставшимся, что теперь все они в безопасности.
Вскоре после этих событий Либби и Синди, другие выжившие, приводят к ней Джина, вынесенного волнами на берег после взрыва на плоту. Он пытается сбежать, но Ана-Люсия с несколькими другими людьми преследуют его и натыкаются на Майкла и Сойера, только что причаливших к берегу на оставшемся целым понтоне. Их также берут в плен и кидают всех троих в яму. Позже к ним присоединяется и Ана-Люсия, притворяясь, что её тоже поймали. Как только она убеждается, что они также летели рейсом Oceanic 815, она освобождает их. Из-за раны Сойера всей группе выживших приходится идти через джунгли к лагерю другой группы. Недалеко от него Синди исчезает. Наиболее вероятно, что её похитили Другие. Ошибочно приняв Шеннон за одну из них, Ана-Люсия убивает её. Она чувствует на себе огромную вину за этот поступок и, связав Саида, отказывается продолжать путь и вести остальных. Либби уговаривает Ану-Люсию отпустить всех в лагерь, но Саид остаётся связанным. Спустя некоторое время Ана-Люсия отпускает и его и сама приходит на пляж.
Через несколько дней её приглашают в найденный Локком и Буном бункер, где держат человека, утверждающего, что он — Генри Гейл. Ана-Люсия допрашивает его и получает карту, на которой указано местоположение воздушного шара, с помощью которого Генри якобы попал на Остров. Вместе с Саидом и Чарли она действительно находит шар, но вместе с ним и тело настоящего Генри Гейла. Ана-Люсия снова пытается поговорить с таинственным пленником, но тот нападает на неё и почти убивает. Желая мести за себя и за похищенных людей из её группы, она крадёт у Сойера пистолет, возвращается к люку и пытается застрелить «Генри», но не может заставить себя сделать это. Майкл, движимый желанием вернуть себе сына и уплыть с Острова, вызывается помочь Ане-Люсии и убить этого человека вместо неё. Но, получив пистолет и узнав код от двери, он стреляет ей в сердце и убивает её, а после стреляет и в Либби, которая вскоре тоже умирает.
После смерти Ана-Люсия появляется в сериале ещё три раза: во сне мистера Эко в серии «?» она просит его помочь Джону, и в видении Хёрли в серии «The Lie» даёт тому указания по поводу Саида. В альтернативной реальности за взятку в 125 тысяч долларов помогает бежать Дезмонду, Кейт и Саиду из полицейского фургона при перевозке тех в тюрьму….